# 白仁宝一
白仁 宝一（しらに ほういち、1895年（明治28年）2月25日 - 没年不明）は、昭和時代前期の台湾総督府官僚。陸軍司政官。

## 経歴
佐賀県佐賀郡春日村大字尼寺（大和村、大和町を経て現佐賀市）に生まれる。1927年（昭和2年）3月、早稲田大学法学部を卒業し、1929年（昭和4年）7月、渡台し台湾総督府税関監吏を拝命する。同年10月、高等試験行政科に合格。府税関監視・台北支署兼監視部勤務となり、1930年（昭和5年）11月には高等試験司法科に合格した。1931年（昭和6年）7月、台南州属に転じ、同州勧業課長を経て、1935年（昭和10年）3月、同州北門郡守に就任。その後、台中州勧業課長、新竹州警察部長を経て、陸軍司政官に任じた。
戦後、1947年（昭和22年）5月から翌年4月まで佐賀市助役を務めた。